# Paulo da Silva Ferraz
Paulo da Silva Ferraz (Teresina, 7 de abril de 1919 — Brasília, 7 de novembro de 1981) foi um advogado, professor e político brasileiro que foi deputado federal pelo Piauí.

## Biografia
Filho de Luiz Ferraz e Raimunda da Silva Ferraz, formou-se em Direito sem contudo exercer a advocacia visto que se voltou para a política. Eleito deputado estadual pela UDN em 1954, 1958 e 1962, licenciou-se do mandato para assumir o cargo de secretário de Educação nos governos Chagas Rodrigues e Petrônio Portela, bem como foi membro do Conselho Estadual de Educação e secretário de Fazenda. Eleito deputado federal via ARENA em 1966, 1970, 1974 e 1978, optou pelo PDS após a reforma partidária de 1979.
Detentor de um extenso banco de dados sobre os aspectos político-sociais piauienses era primo de três políticos de renome no estado: José Cândido Ferraz,Wall Ferraz e Dirceu Arcoverde. Seu filho, o economista Luiz Ferraz, foi eleito suplente de deputado estadual em 1982 chegando a exercer o mandato após a nomeação de três parlamentares para a equipe do governador Hugo Napoleão e disputou outras duas eleições para o cargo pelo PFL em 1986 e 1990.
Faleceu vítima de aneurisma cerebral e em seu lugar foi efetivado João Clímaco d'Almeida, então secretário de Segurança do governo Lucídio Portela.

## Memória
Em sua honra foi dado seu nome a quatro unidades escolares estaduais situadas em Teresina, Campo Maior, outra em Porto e outra em Capitão de Campos, além de um viaduto e uma avenida ambos na capital piauiense.